# Nyeri (hrabstwo)
Nyeri – hrabstwo w środkowej Kenii. Jego stolicą i największym miastem jest Nyeri. Według Spisu Powszechnego w 2019 roku liczy 759 164 mieszkańców. Hrabstwo znajduje się na południowo-zachodnim zboczu góry Mount Kenia. Miejscowi ludzie są w większości pochodzenia etnicznego Kikuju.
Nyeri dzieli swoje granice z pięcioma innymi hrabstwami: Kirinyaga na wschodzie, Nyandarua na zachodzie, Murang'a na południu, Laikipia na północy i Meru na północnym wschodzie.

## Klimat
Hrabstwo Nyeri ma jedne z najniższych temperatur w Kenii, z wysokimi opadami przez cały rok. Średnia opadów wynosi od 500 do 1500 mm podczas krótkich i długich okresów deszczowych, co sprzyja różnorodnej działalności rolniczej.

## Rolnictwo
Hrabstwo słynie z dużej produkcji herbaty i kawy, które są uprawiane głównie na eksport. Nyeri słynie również z ogrodnictwa. Wielkie gospodarstwa kwiatowe znajdują się w Mweiga Blooms (okręg Kieni). Popularna jest również przydomowa hodowla bydła, jak i hodowla ryb, głównie pstrągów.  

## Podział administracyjny
Hrabstwo Nyeri składa się z sześciu okręgów:
- Nyeri Town,
- Othaya,
- Tetu,
- Kieni,
- Mathira i
- Mukurwe-ini.

## Religia
Struktura religijna w 2019 roku wg Spisu Powszechnego:
- protestantyzm – 57,2%
- katolicyzm – 28%
- niezależne kościoły afrykańskie – 9,1%
- pozostali chrześcijanie – 3,5%
- islam – 0,6%
- pozostali – 1,6%.